# ألكسيس (إلينوي)
ألكسيس (بالإنجليزية: Alexis) هي منطقة سكنية تقع في الولايات المتحدة في إلينوي. يقدر عدد سكانها بـ 863 نسمة .